# ラタナコシンドラ級砲艦
| ラタナコシンドラ級砲艦     | ラタナコシンドラ級砲艦 |
| -------------------------- | --- |
| 1948年に撮影されたスコタイ | |
| 艦級概観                   | |
| 艦種                       | 砲艦 |
| 艦名                       | |
| 前級                       | チャオプラヤ |
| 次級                       | - |
| 性能諸元                   | |
| 排水量                     | 常備：886トン 満載：1,000トン |
| 全長                       | 53.04m 48.78m（水線長） |
| 全幅                       | 11.28m |
| 吃水                       | 3.28m |
| 機関                       | 形式不明石炭専焼水管缶2基 +レシプロ機関2基2軸推進                                                                                    |
| 最大 出力                  | 850hp |
| 最大 速力                  | 12.0ノット |
| 航続 距離                  | 10ノット/2,000海里 |
| 乗員                       | 52名 |
| 兵装                       | アームストロング 15.2cm（-口径）単装砲2基 アームストロング 7.62cm（40口径）単装砲4基                                                 |
| 装甲                       | 舷側：31.8～57.2mm（水線部） 甲板：25.4mm（主甲板） 主砲塔：38.1mm（前盾） 主砲バーベット部：-mm（最厚部） 司令塔：120.7mm（最厚部） |

ラタナコシンドラ級砲艦（gunboat Ratnakosindra  class) は、タイ海軍の砲艦の艦級である。

## 概要
本級は、タイが自国の沿岸警備のためにイギリスのアームストロング・ホイットワース社に発注した砲艦である。

## 艦形
本級の船体形状は船首楼型であった。船首楼上に主砲としてアームストロング製の15.2cm（45口径）単装砲を箱型の砲塔に収めて1基を配置、下部に司令塔を組み込んだ操舵艦橋を基部として頂上部に見張り所を持つ単脚式のマストが1本立つ。船体中央部に細身の1本煙突が立ち、煙突後部は艦載艇置き場となっていた。艦橋の両脇と煙突の両脇にはアームストロング 7.62cm（40口径）単装砲が1基ずつの計4基配置されていた。後部甲板上に簡素な単脚式の後部マストが立ち、そこから甲板1段分下がって2番砲塔が後向きに配置された。

## 同型艦
- ラタナコシンドラ（Ratnakosindra）

第一次世界大戦前に発注されて1914年にエルジック造船所で起工されるも、戦争中に船台を開けるため解体される。戦後改めて発注されてハイ・ウォーカー造船所で建造され、設計変更もされた。
1924年9月29日起工。1925年4月21日進水。1925年8月10日最終試験。
1925年8月31日にタイへ向けて出発したが衝突事故にあい、10月10日に改めて出発した。
1968年8月2日沈没処分。
- スコタイ（Sukhothai）

イギリス、ヴィッカーズ･アームストロング社造船所で1928年12月起工、1929年11月19日進水、1930年10月6日竣工。1970年12月除籍。